# Fjällgrycken
Fjällgrycken är en sjö i Falu kommun och Leksands kommun i Dalarna och ingår i Dalälvens huvudavrinningsområde. Sjön är 35 meter djup, har en yta på 2,92 kvadratkilometer och befinner sig 270 meter över havet. Sjön avvattnas av vattendraget Rogsån (Fjällgrycksån). Vid provfiske har bland annat abborre, gädda, lake och mört fångats i sjön.
Sjön har fått sitt namn från ordet gryck som på bjursmål betyder stenig sjö och förledet fjäll- då den ser ut som en fjällsjö med karga stränder och omgiven av berg, varav Knubben är det högsta. Sjöns utlopp är Fjällgrycksån, som senare byter namn till Krokforsån.
Vid sjön finns en viss bebyggelse av både permanent- och sommarstugeboende i byn Fjällgrycksbo.
Sjön innehåller idag abborre, mört, gädda och sik men har före kraftverksbygget även hyst ett bestånd öring som enligt sägnen var mycket storväxt. Idag är öringbeståndet mycket decimerat. I sjön finns 5 små öar och en större på ca 40×100 meter som heter Långnäs där ett fiskgjuspar häckar sedan början av 1990-talet.
Sjön har i alla tider haft rykte om sig att vara mycket lömsk om vintrarna då undervattensströmmar har gjort isen skör, det är inte ovanligt att efter en lång tids hårt väder se öppet vatten i mitten av januari och en bit in på februari, detta har lett till ett antal drunkningsolyckor genom åren och att färdas över sjön vintertid kan vara riskabelt om man inte känner till sjöns natur.

## Delavrinningsområde
Fjällgrycken ingår i delavrinningsområde (674255-148438) som SMHI kallar för Utloppet av Fjällgrycken. Medelhöjden är 300 meter över havet och ytan är 10,67 kvadratkilometer. Räknas de 4 avrinningsområdena uppströms in blir den ackumulerade arean 45,78 kvadratkilometer. Rogsån (Fjällgrycksån) som avvattnar avrinningsområdet har biflödesordning 4, vilket innebär att vattnet flödar genom totalt 4 vattendrag innan det når havet efter 249 kilometer. Avrinningsområdet består mestadels av skog (62 procent). Avrinningsområdet har 2,96 kvadratkilometer vattenytor vilket ger det en sjöprocent på 27,7 procent.

## Fisk
Vid provfiske har följande fisk fångats i sjön:
- Abborre
- Gädda
- Lake
- Mört
- Sik